# Wuling Binguo SUV
Wuling Binguo SUV (кит. 五菱缤果SUV), ранее известный как Wuling Binguo Plus — субкомпактный электромобиль-кроссовер, выпускающийся с 2024 года подразделением SAIC-GM-Wuling (SGMW).

## Описание
Выпуск Wuling Binguo SUV начался 6 марта 2024 года. Продажи начались в апреле 2024 года. Впервые автомобиль был представлен на выставке Auto China.
Дизайн экстерьера Binguo Plus напоминает хэтчбек Binguo, но менее округлый. Интерьер Binguo Plus оснащён двумя разделёнными ЖК-экранами. Сиденья сделаны из искусственной замши.
Утверждается, что Binguo Plus имеет самую длинную колёсную базу — 2610 мм. Расстояние между сиденьями второго ряда составляет 912 мм, объём багажника — 1450 л при сложенных задних сиденьях. Внутри имеется 23 места для хранения вещей.

## Технические характеристики
Binguo Plus оснащён электродвигателем мощностью 75 кВт (101 л. с.) и крутящим моментом 180 Н⋅м с водяным охлаждением. Запас хода варьируется от 401 до 510 км. От 30% до 80% аккумулятор заряжается за 30—35 минут. Автомобиль оснащён системой терморегулирования и технологией интеллектуального управления энергопотреблением для достижения расчётного запаса хода 10,1—10,6 км/кВт⋅ч.

## Галерея
- Вид сзади
- Интерьер